# 亚洲沙示

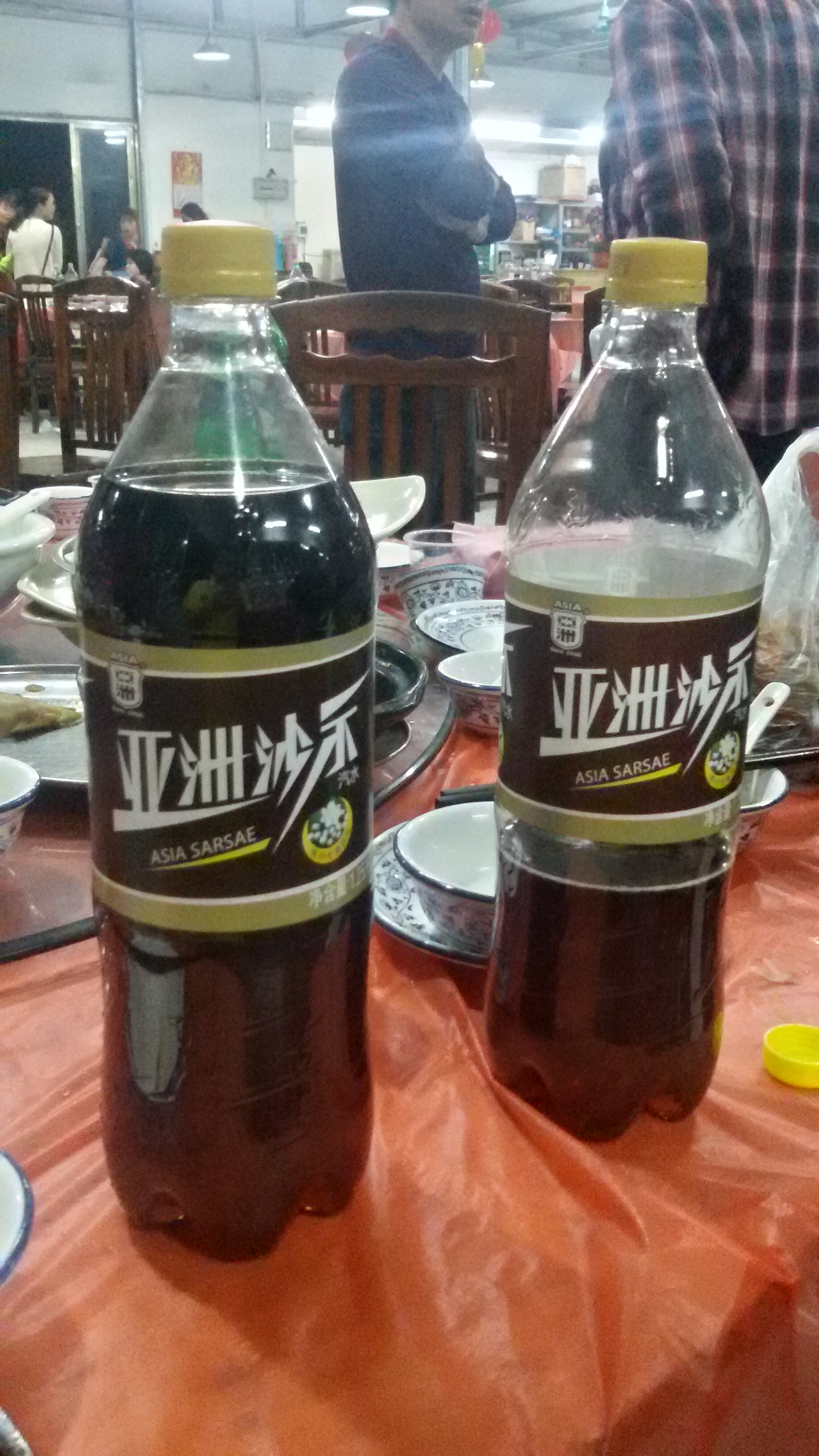
两瓶亚洲沙示的汽水

亚洲沙示（粵拼：aa3 zau1 saa1 si2*6）是亚洲汽水厂推出的一款碳酸饮料，也是广州地区的一种品牌饮料。
亚洲沙示于1949年开始生产，初期推出时是用绳子挂在店铺铺头的高处售卖。1970年代，由于广州街头卷起收音机热，所以亚洲沙示朗朗上口的广告词「有我咁好气，没我咁长气；有我咁长气，没我咁好味」传遍了大街小巷。
1992年，工厂与百事可乐合作，但百事却将亚洲沙示雪藏，因此消失了很长一段时间。直到2002年，中方才收回亚洲汽水厂。

## 口号
（1970年代）有我咁好气，冇我咁长气。有我咁长气，冇我咁好味！
（2009年）咁长气，咁够味。
（2011年）终于揾返呢种感觉！